# 山本隆三 (醸造家)
山本 隆三（やまもと りゅうぞう、1946年7月31日）は日本のビール醸造家。ザ・プレミアム・モルツ開発者。

## 経歴
高知県高知市に産まれ、兵庫県西宮市で育つ。
1969年に神戸大学農学部農芸化学科を卒業後、サントリーに入社。以降、ビールの開発を担当し、モルツなどの開発に携わる。
1989年、武蔵野ビール工場（現・サントリー 〈天然水のビール工場〉 東京・武蔵野ブルワリー）内にサントリーミニブルワリーを竣工する。そこでザ・プレミアム・モルツを開発する。
1995年のワールド・ビア・カップでは審査委員を務めた。